# Thomas Lubanga Dyilo
Thomas Lubanga Dyilo (sinh ngày 29 tháng 12 năm 1960) là một người Cộng hòa Dân chủ Congo bị kết án tội ác chiến tranh và người đầu tiên bị kết án bởi Tòa án Hình sự Quốc tế. Ông đã sáng lập và lãnh đạo Liên hiệp những người yêu nước Congovà là một người đóng vai trò quan trọng trong cuộc xung đột Ituri. Phiến quân dưới sự chỉ huy của ông đã bị cáo buộc vi phạm nhân quyền hàng loạt, bao gồm cả các cuộc tàn sát dân tộc, giết người, tra tấn, hãm hiếp, cắt xén, và ép buộc trẻ em tham gia quân đội.
Ngày 17 tháng 3 năm 2006, Lubanga đã trở thành người đầu tiên bị bắt giữ theo một lệnh do Tòa án Hình sự Quốc tế. Vụ xét xử ông về cáo buộc tội ác chiến tranh "cưỡng ép và tranh thủ trẻ em dưới tuổi mười lăm năm và sử dụng chúng để tham gia tích cực vào chiến sự " bắt đầu vào ngày 26 tháng 1 năm 2009, và ông đã bị kết án có tội vào ngày 14 tháng 3 năm 2012. ông phải đối mặt với bản án tối đa là tù chung thân. tháng 1 năm 2025, trong báo cáo về Cộng hòa Dân chủ Congo (DRC), nhóm chuyên gia của Liên hợp quốc đã cáo buộc Thomas Lubanga hỗ trợ các nhóm vũ trang, Zaire ở Ituri và phong trào 23 tháng 3. Ông học tại Đại học Kisangani và tốt nghiệp chuyên ngành tâm lý học. Ông kết hôn và có bảy người con. 